# Joe Tryon-Shoyinka
Joe Tryon-Shoyinka (Seattle, Washington, 30 de abril de 1999) es un jugador profesional estadounidense de fútbol americano que se desempeña en la posición de linebacker en Tampa Bay Buccaneers, equipo de la National Football League (NFL).

## Carrera
Fue seleccionado en la primera ronda en la Reunión Anual de Selección de Jugadores de la NFL de 2021. Hizo su debut profesional con el equipo Tampa Bay Buccaneers, donde lleva jugando tres temporadas.